# Коммандария
Коммандария (также Кумандария; греч. Κουμανδαρία) — кипрское десертное заизюмленное вино. На этикетке часто изображён конный крестоносец. Используется Кипрской православной церковью как причастное вино.

## Характеристики
- Уровень алкоголя: обычно в районе 15 %, хотя допускается крепление до 20 %[1].
- Цвет: варьируется в спектре от красно-кирпичного до ярко-жёлтого, так как при изготовлении может использоваться как белый, так и чёрный виноград. У молодого вина из белого винограда цвет преимущественно янтарный, со временем темнеет.
- Вкус: длительное приятное послевкусие с нюансами южных фруктов, орехов и специй.
- Аромат: выраженный, медовый.

## История
Производство на Кипре вина из заизюмленного винограда упоминает ещё Гесиод в VIII веке до н. э. До появления на Кипре крестоносцев местное вино из подвяленных на солнце ягод называлось нама.
В 1210 году, когда орден госпитальеров получил от кипрского короля Гуго I земли и деревни в районе Колосси, здесь была учреждена «великая коммандария» — резиденция командора и главный командный пункт ордена на Кипре. Из винограда, выращиваемого в этой местности, рыцари производили вино, ценившееся в то время в Европе не менее критской мальвазии.
Густое сладкое вино с Кипра было популярно в Средние века при дворах английских и французских королей, а также в Венеции. Вероятно, именно его пил Ричард Львиное Сердце на своей свадьбе, сыгранной в 1191 году в Лимасоле. Об известности коммандарии в Европе свидетельствуют средневековая французская поэма «Битва вин» и «пир пяти королей», состоявшийся в 1362 году в Лондоне.
В Средние века коммандарию производили, как правило, на вывоз, поскольку вино было в то время одной из основных статей экспорта государства Лузиньянов.

## Производство

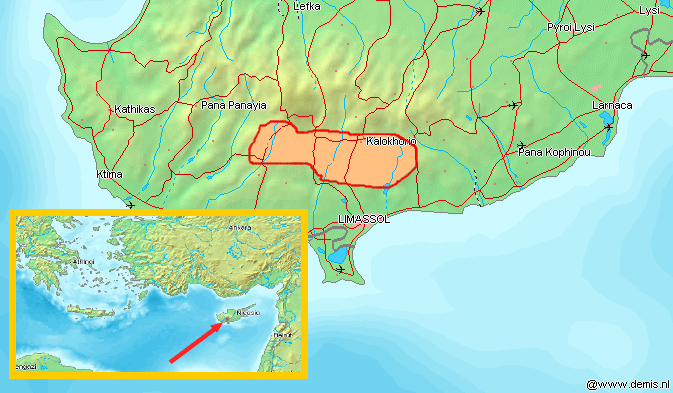
Регион производства Коммандарии

Законом 1993 года для производства коммандарии был установлен первый кипрский аппеллясьон (зона выпуска вина с защищённым географическим наименованием). Территория выращивания винограда для коммандарии ограничена 14 селениями у подножья хребта Троодос приблизительно в 30 км к северу от Лимасола. Вино разрешено делать из чёрного винограда Мавро и (или) белого винограда Ксинистери (причём самые утончённые и дорогие марки изготавливают только из Ксинистери). Вино выдерживается как минимум 2 года в дубовых бочках (обычно по системе «мана», весьма напоминающей испанскую «солеру»).
Основной производитель коммандарии — крупнейшая кипрская винодельческая компания KEO Group, которая выпускает её под названием Commandaria St. John («Коммандария Св. Иоанна»). Количество бутылок, выпускаемых в год, зависит от урожайности и погодных условий (предопределяющих содержание сахара в ягодах винограда). В 2012 году было произведено 2000 гектолитров (по европейским меркам цифра не особо внушительная).